# Dead Rising 2: Off the Record
Dead Rising 2: Off the Record is een openwereldspel ontwikkeld door Capcom samen met Blue Castle Games. Het computerspel kwam uit in Noord-Amerika op 11 oktober 2011, in Japan op 13 oktober 2011 en in Europa op 14 oktober 2011. 
Het hoofdpersonage is Frank West, hetzelfde personage als in de eerste Dead Rising. 
Er zijn twee verschillende spelmodi, de Story Mode, waarin West probeert de waarheid te achterhalen over de zombie-uitbraak en de openwereld-modus. Hierin is de speler vrij en kan hij doen wat hij wil. Hier is geen tijdslimiet. Wel kan de spelmodus herstart worden.

## Ontvangst
| Beoordeeld door                | Jaar | Platform      | Score |
| ------------------------------ | ---- | ------------- | ----- |
| Game Informer Magazine         | 2011 | PlayStation 3 | 95%   |
| Game Informer Magazine         | 2011 | Xbox 360      | 95%   |
| Cheat Code Central             | 2011 | Xbox 360      | 76%   |
| Meristation                    | 2011 | Xbox 360      | 75%   |
| PlayFrance                     | 2011 | PlayStation 3 | 70%   |
| GameSpot                       | 2011 | Xbox 360      | 70%   |
| PC Gameplay (Benelux)          | 2011 | Windows       | 69%   |
| Canadian Online Gamers Network | 2011 | Xbox 360      | 68%   |
| Jeuxvideo.com                  | 2011 | Xbox 360      | 60%   |
| Giant Bomb                     | 2011 | PlayStation 3 | 60%   |